# Hispania F112
Chronologie des modèles (2012)
Hispania F111 Aucun
La Hispania F112 est la monoplace de Formule 1 engagée par l’équipe HRT Formula One Team dans le cadre du championnat du monde de Formule 1 2012. Elle débute en championnat le 18 mars 2012 au Grand Prix d'Australie, pilotée par l’Espagnol Pedro de la Rosa et l’Indien Narain Karthikeyan.
HRT a fait appel à Jacky Ecckelaert pour superviser la conception de la F112. Il travaillera aux côtés du nouvel aérodynamicien en chef de l'écurie, Stéphane Chosse. L'écurie signe un accord avec Williams F1 Team pour la fourniture d'une boîte de vitesses, d'un SREC et d'un train arrière issu de la Williams FW33 pour équiper la F112.
La F112 fait ses premiers tours de roues sur le circuit de Catalogne en Espagne, le 5 mars 2012.

## Résultats en championnat du monde de Formule 1
| Saison | Écurie             | Moteur              | Pneus   | Pilotes            | Courses | Courses | Courses | Courses | Courses | Courses | Courses | Courses | Courses | Courses | Courses | Courses | Courses | Courses | Courses | Courses | Courses | Courses | Courses | Courses | Points inscrits | Classement |
| Saison | Écurie             | Moteur              | Pneus   | Pilotes            | 1       | 2       | 3       | 4       | 5       | 6       | 7       | 8       | 9       | 10      | 11      | 12      | 13      | 14      | 15      | 16      | 17      | 18      | 19      | 20      | Points inscrits | Classement |
| ------ | ------------------ | ------------------- | ------- | ------------------ | ------- | ------- | ------- | ------- | ------- | ------- | ------- | ------- | ------- | ------- | ------- | ------- | ------- | ------- | ------- | ------- | ------- | ------- | ------- | ------- | --------------- | ---------- |
| 2012   | HRT Formula 1 Team | Cosworth V8 CA2012k | Pirelli |                    | AUS     | MAL     | CHI     | BAH     | ESP     | MON     | CAN     | EUR     | GBR     | ALL     | HON     | BEL     | ITA     | SIN     | JAP     | COR     | IND     | ABU     | USA     | BRÉ     | 0               | 12e        |
| 2012   | HRT Formula 1 Team | Cosworth V8 CA2012k | Pirelli | Pedro de la Rosa   | Nq      | 21e     | 21e     | 20e     | 19e     | Abd     | Abd     | 17e     | 20e     | 21e     | 22e     | 18e     | 18e     | 17e     | 18e     | Abd     | Abd     | 17e     | 21e     | 17e     | 0               | 12e        |
| 2012   | HRT Formula 1 Team | Cosworth V8 CA2012k | Pirelli | Narain Karthikeyan | Nq      | 22e     | 22e     | 21e     | Abd     | 15e     | Abd     | 18e     | 21e     | 23e     | Abd     | Abd     | 19e     | Abd     | Abd     | 20e     | 21e     | Abd     | 22e     | 18e     | 0               | 12e        |

Légende : ici